# Miesse
Miesse, Jules Miesse et Cie, var en belgisk biltillverkare som producerade bilar mellan 1894 och 1974. Firman grundades av bilkonstruktören Jules Meisse. Några av de tidigaste modellerna drevs fortfarande av ångmaskiner. Under förkrigstiden tillverkade Meisse taxibilar. 1927 slutade företaget att tillverka personbilar och gick helt över till bruksfordon. 1972 tillverkade Meisse sin sista bil och 1974 lades företaget ner.